# La Toya Lopez
Lili Murati (rojena kot Latifete Murati) z umetniškim imenom La Toya Lopez, slovenska pornografska igralka, televizijska voditeljica in model, * 24. maj 1981, Makedonija.
Lili Murati se je kot Latifete Murati rodila v Skopju v Severni Makedoniji, že kot otrok pa se je z družino preselila v Tolmin. Zanjo sta skrbeli mati in babica, saj je oče družino zapustil, ko je bila Lili še dojenček.
Pod nadimkom La Toya Lopez se je začela ukvarjati z igranjem v pornografskih filmih v Italiji, nato še v Sloveniji, kjer je medijsko zaslovela. Nastopila je v resničnostnem šovu Kmetija slavnih in imela nekaj svojih pogovornih oddaj na radiu in televiziji.
Leta 2009 je dobila nagrado zlati stojan – slovensko nagrado za nadpovprečne dosežke na področju domače zabavne industrije za odrasle. 

## Zasebno
Leta 2010 se je poročila z Arturjem Šternom. Spoznala sta se kot tekmovalca  v oddaji Kmetija slavnih. Zakon je bil buren in ni trajal dolgo; razšla sta se v manj kot mesecu dni po poroki.